# Phyllonorycter pseudolautella
Phyllonorycter pseudolautella là một loài bướm đêm thuộc họ Gracillariidae. Nó được tìm thấy ở Nhật Bản (Hokkaidō, Honshū) và vùng Viễn Đông Nga.
Sải cánh dài 6-7.5 mm.
Ấu trùng ăn Quercus crispula, Quercus mongolica và Quercus serrata. Chúng ăn lá nơi chúng làm tổ.